# Dodge Stratus
Der Dodge Stratus war ein von 1995 bis 2006 von dem US-amerikanischen Automobilhersteller Dodge in zwei Generationen angebotenes Modell der Mittelklasse mit Frontantrieb.

## 1. Generation (1995–2000)
Bis auf Markenzeichen, Kühlergrill und Heckleuchten war der Stratus der ersten Generation mit dem Chrysler Cirrus und dem 1996 nachgeschobenen Plymouth Breeze identisch. Diese drei Modellreihen waren auch unter dem Namen Cloud Cars bekannt.
Das Design des Stratus entsprach der mit dem Dodge Intrepid eingeführten Cab-Forward-Philosophie mit langem Radstand, knappen Überhängen und weit nach vorne reichender Passagierkabine.
Angetrieben wurde der Stratus von einem 134 PS starken Zweiliter-Reihenvierzylinder mit 16 Ventilen, gekoppelt mit einem Fünfganggetriebe oder einer Vierstufenautomatik; alternativ gab es einen von Mitsubishi stammenden 2,5-Liter-V6 mit Vierstufenautomatik oder einen 2,4-Liter-Doppelnockenwellen-Vierzylinder. Angeboten wurden ein Basismodell und der Stratus ES mit gehobener Ausstattung.
1999 erhielt der Stratus leichte äußerliche Modifikationen.

Bis zum Auslaufen der Produktion im Jahr 2000 entstanden etwa 450.000 Exemplare.

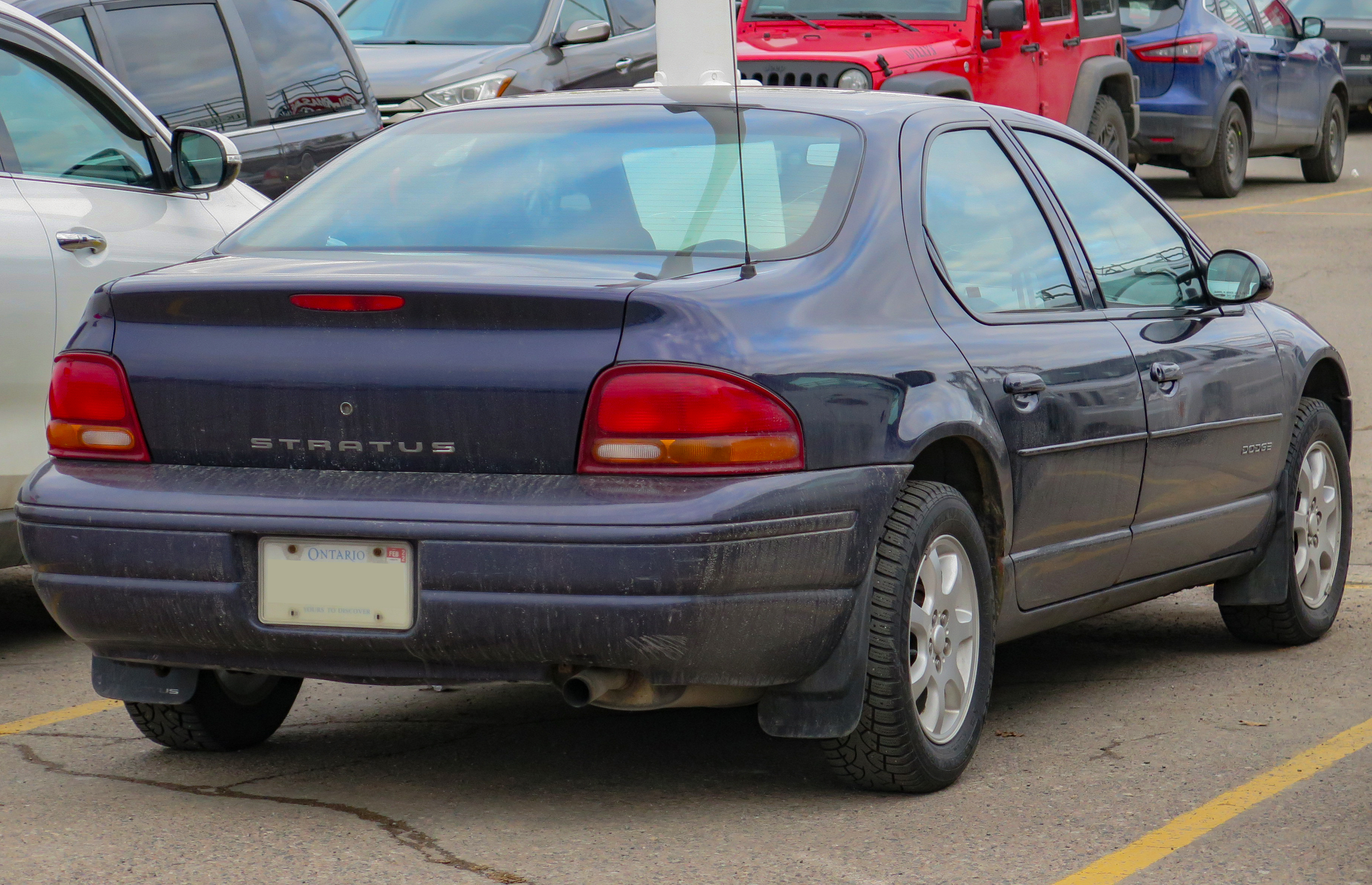
Heckansicht
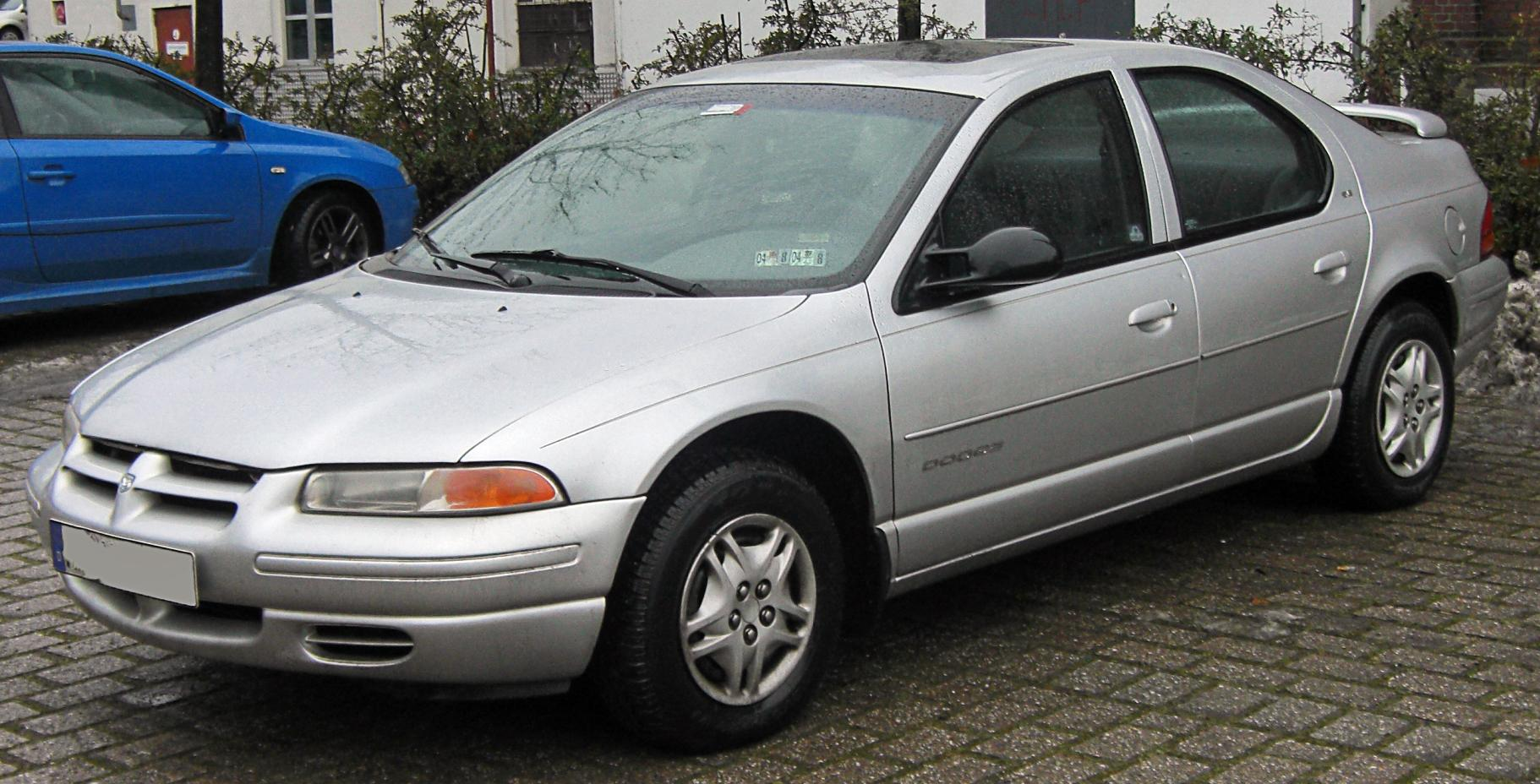
Dodge Stratus (1999–2000)

## 2. Generation

### Limousine (2000–2006)
Im Sommer 2000 wurde der Stratus erneuert und basierte seitdem auf der Chrysler-JR-Plattform; sein Gegenstück war der Chrysler Sebring, eine Plymouth-Variante gab es nicht mehr, da die Marke im Jahr 2001 aufgegeben wurde.
Der leicht gewachsene zweite Stratus wurde mit einem 2,4-Liter-Reihenvierzylinder oder einem 2,7-Liter-V6 nunmehr mit hauseigenen Motoren angetrieben.
Anfang 2004 erhielt die Stratus Limousine ein leichtes Facelift mit höhergesetztem Kühlergrill und geänderter Frontschürze.
Im Mai 2006 wurde die Fertigung der Stratus-Limousine eingestellt.
In Argentinien wurde der Dodge Stratus Sedan noch weiterhin in einer einfacheren und leicht umgestalteten Version produziert. Diese war jedoch hauptsächlich nur für den Export in andere südamerikanische und zentralamerikanische Länder bestimmt.

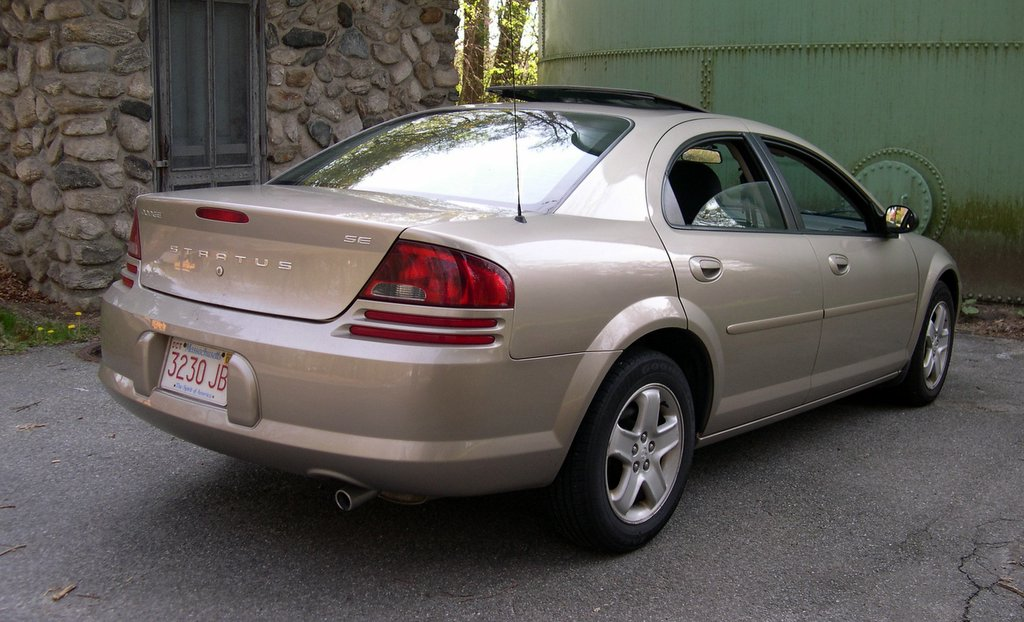
Heckansicht
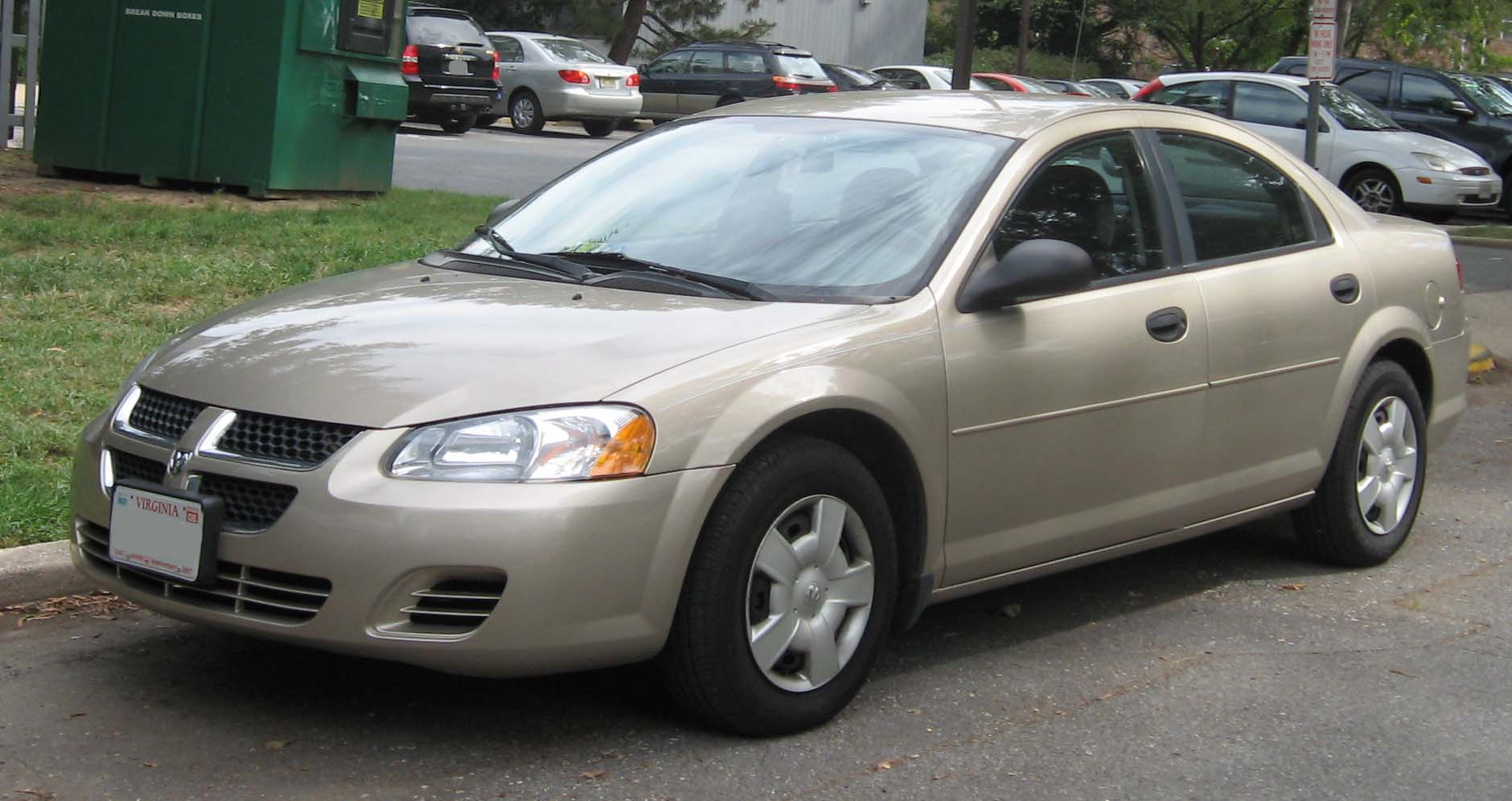
Dodge Stratus Limousine (2004–2006)

### Coupé (2000–2005)
Der Nachfolger des Dodge Avenger Coupes debütierte ebenfalls zum Sommer 2000. Er teilte sich mit der Stratus-Limousine zwar den Namen, basierte aber auf einer anderen Plattform und war mit dem Mitsubishi Eclipse der dritten Generation verwandt. Er wurde in Normal (Illinois) im Werk von Mitsubishi gebaut (ehemals Diamond-Star Motors).
Das Stratus Coupé wurde auch von anderen Motoren als die Limousine angetrieben, die beide von Mitsubishi stammten, nämlich einem 2,4-Liter-Reihenvierzylinder und einem Dreiliter-V6.
Anfang 2004 wurde auch das Coupé einer leichten Modifikation unterzogen.

Die Produktion des Stratus Coupé endete bereits Ende 2005, während die Limousine erst Mitte 2006 eingestellt wurde.

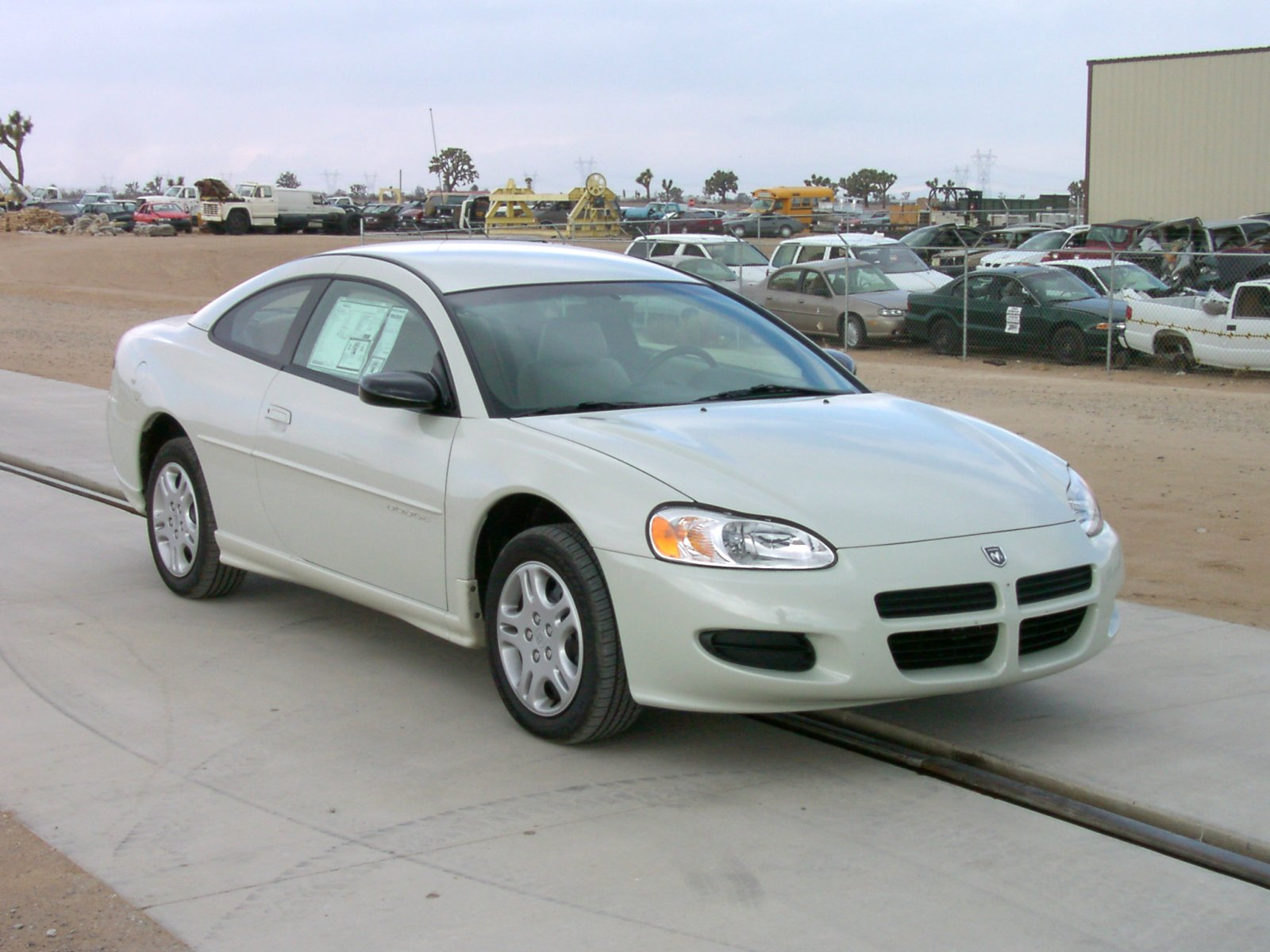
Dodge Stratus Coupé (2000–2003)
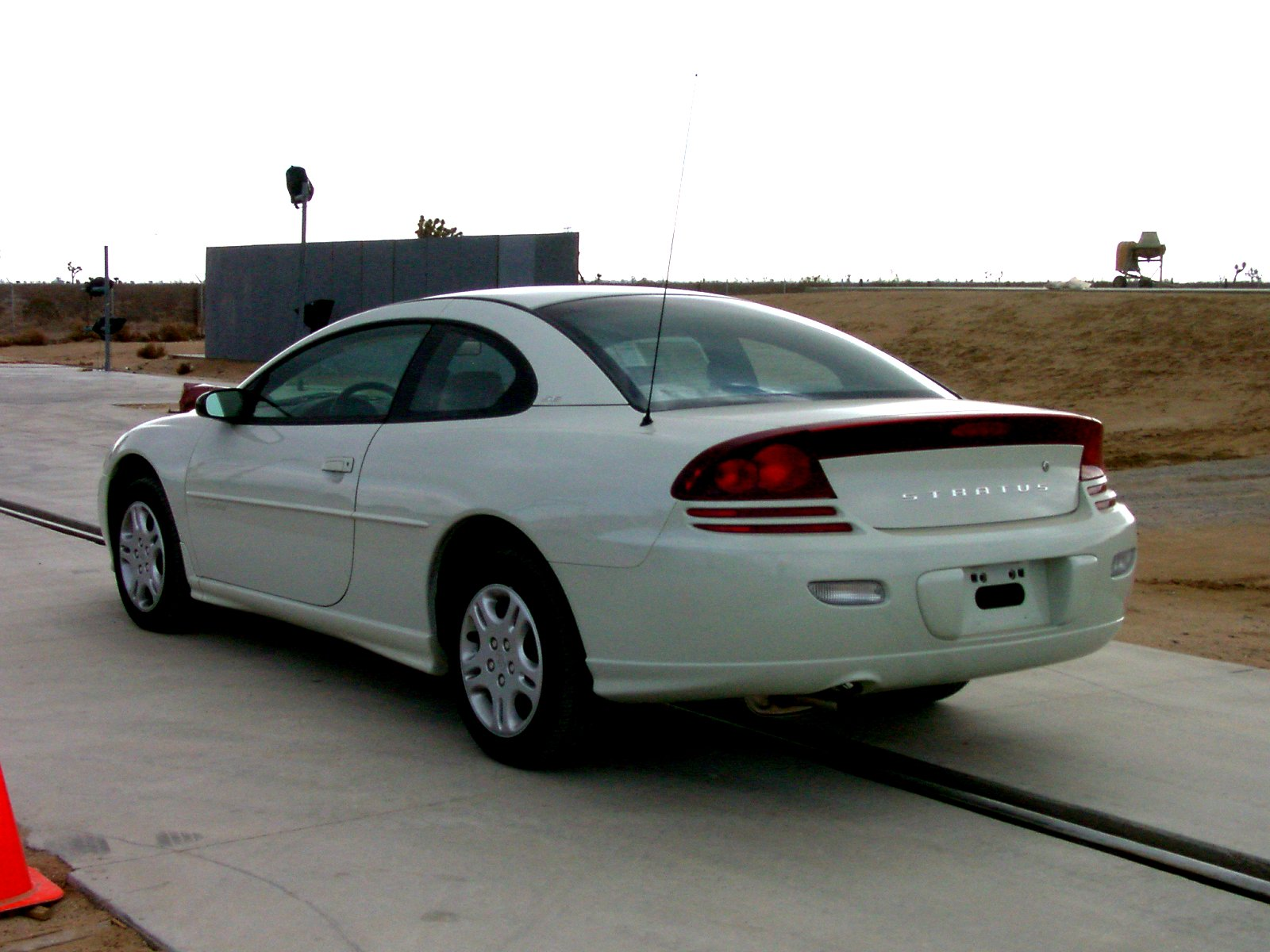
Heckansicht
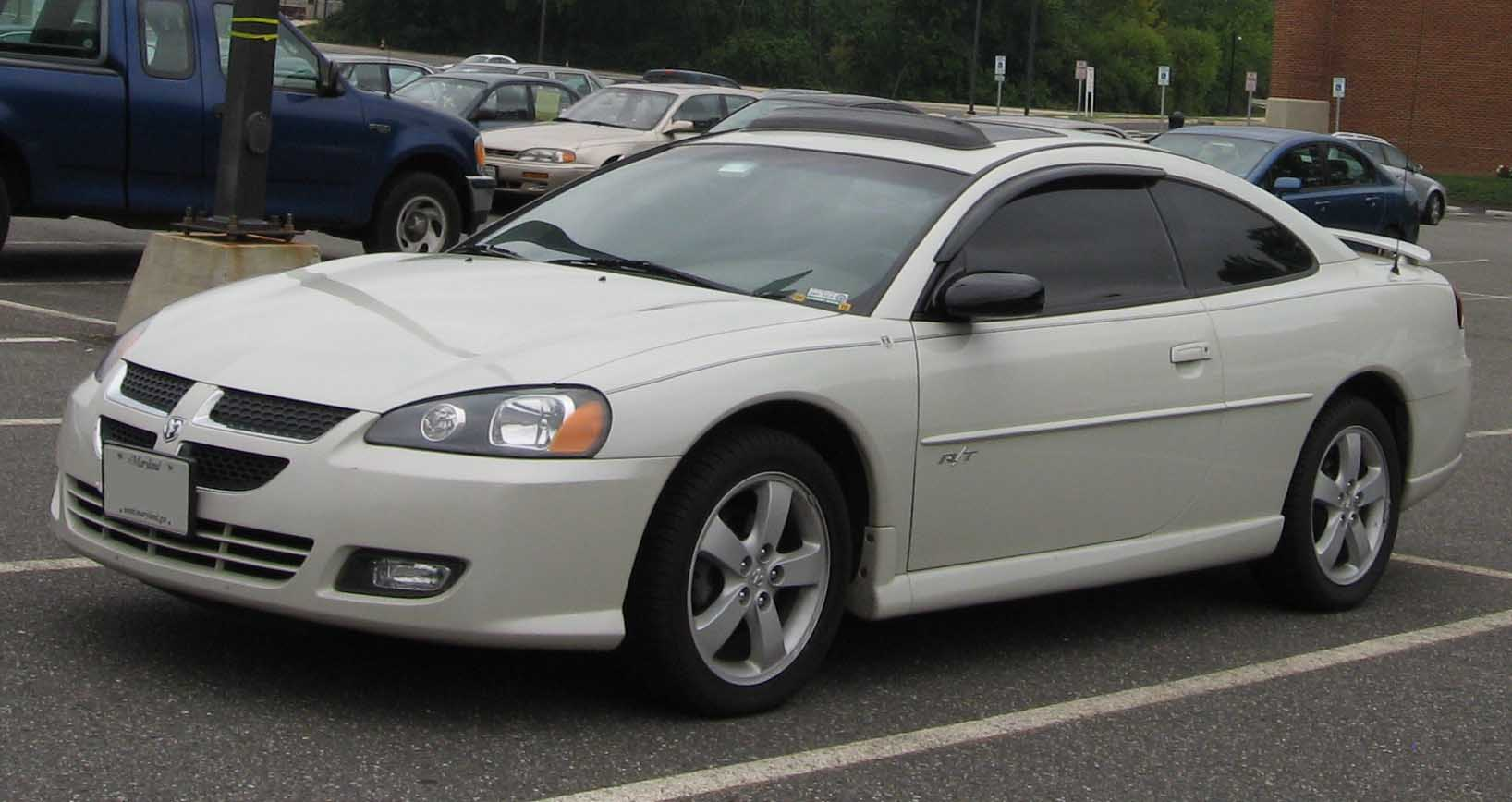
Facelift (2004–2005)